# Vironchaux
Vironchaux là một xã ở tỉnh Somme, vùng Hauts-de-France, Pháp.

## Địa lý
Thị trấn này có cự ly khoảng 14 dặm Anh (22.5 km) về phía bắc của Abbeville, trên đường D16.

## Dân số
| 1962                                                  | 1968 | 1975 | 1982 | 1990 | 1999 |
| ----------------------------------------------------- | ---- | ---- | ---- | ---- | ---- |
| 379                                                   | 421  | 440  | 452  | 427  | 383  |
| Số liệu dân số từ năm 1962, dân số không tính hai lần |      |      |      |      |      |